# 豊田村 (長野県)

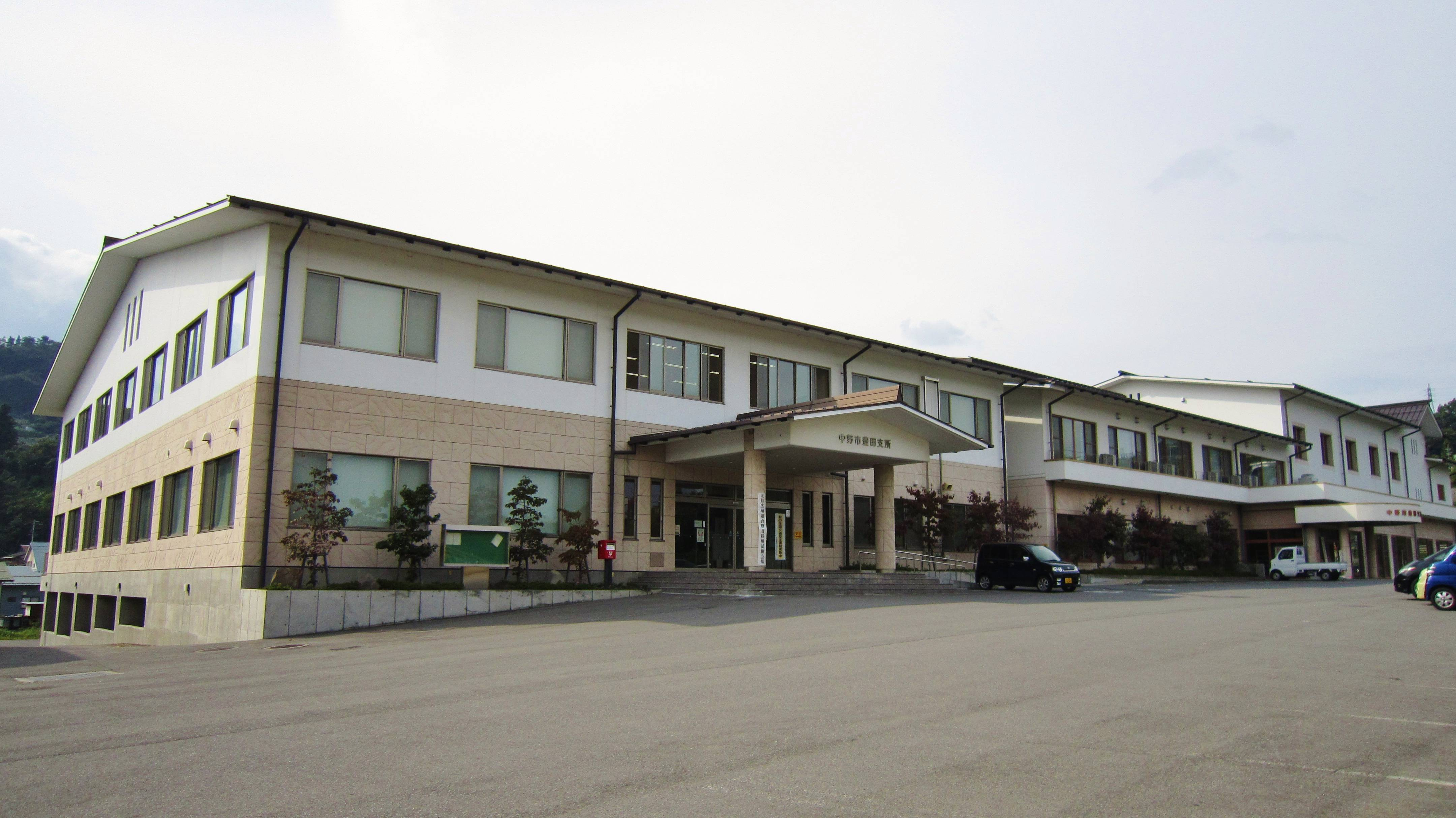
中野市役所豊田支所（長野県中野市大字豊津2508）

豊田村（とよたむら）は、かつて長野県下水内郡にあった村。合併により、中野市豊田地区となっている。

## 地理
長野県の北部に位置し、東は千曲川をはさんで旧中野市と隣り合っていた。

### 隣接していた自治体
- 中野市
- 飯山市
- 上水内郡 三水村
- 上水内郡 豊野町

## 歴史

### 村名の由来
合併前の旧豊井村の｢豊｣、旧永田村の「田」をあわせたものであり、いわゆる合成地名である。なお、合併前の2つの村名もそれぞれ合成地名となっており、「豊井」は旧豊津村と旧上今井村、「永田」は旧永江村と旧穴田村が由来である。

### 沿革
- 1956年（昭和31年）9月30日 - 豊井村・永田村が合併して発足。
- 2005年（平成17年）4月1日 - 中野市と合併し、改めて中野市が発足。同日豊田村廃止。

## 交通

### 鉄道
東日本旅客鉄道
飯山線：上今井駅、替佐駅

### 道路
一般国道
- 国道117号

県道
- 長野県道・新潟県道96号飯山妙高高原線
- 長野県道362号牟礼永江線
- 長野県道416号南永江替佐停車場線
- 長野県道505号三水中野線

## 名所・旧跡・観光
- 道の駅ふるさと豊田
- 高野辰之記念館
- 佐藤博物館
- 替佐城跡
- ふるさと橋
- 斑尾高原豊田スキー場

## 教育
- 永田小学校
- 豊井小学校
- 豊田中学校